# Metopa longicornis
Metopa longicornis är en kräftdjursart som beskrevs av Boeck 1871. Metopa longicornis ingår i släktet Metopa och familjen Stenothoidae. Arten har ej påträffats i Sverige. Inga underarter finns listade i Catalogue of Life.